# 烏索韋
51°19′50″N 28°7′35″E / 51.33056°N 28.12639°E
烏索韋（烏克蘭語：Усове），是烏克蘭北部的村莊，隸屬日托米爾州的科羅斯滕區。該村始建於1905年，面積1.01平方公里，海拔高度217米，2001年該村落人口157。